# Bonansa
Bonansa es un municipio español dentro de la Ribagorza, provincia de Huesca, Aragón. Está situado en la cuenca del río Noguera Ribagorzana. Su lengua propia es el catalán ribagorzano, estando dentro de la Franja.

## Geografía
Bonansa se sitúa en el pirineo aragonés, en la zona nororiental de la provincia de Huesca. Limita con los municipios de Laspaúles al oeste, Montanuy al norte, Pont de Suert al este, y al sur Beranuy y Sopeira. Está situado en la cuenca alta del río Noguera Ribagorzana, que sirve como frontera entre Aragón y Cataluña.
La población principal y que da nombre al municipio está situada junto al barranco de La Mola, un afluente del río Baliera. Bonansa se encuentra en la ladera de un monte entre el pirineo axial y la sierra de Sis. Su clima es de montaña, con heladas son frecuentes en invierno.
El núcleo de Bibiles se encuentra a escasos 3 km de Bonansa hacia el norte, ubicado ya sobre las aguas del río Baliera. Los núcleos de Cirés, Buira y La Torre de Buira se encuentran en una de las estribaciones de la sierra de Sis, en la zona más oriental del municipio sobre la población catalana de Pont de Suert, desde donde se accede a ellos por carreteras locales. Espolla y Gabarret son dos pequeños núcleos en ruinas, deshabitados desde el éxodo rural, que se encuentran cerca de Cirés.

### Núcleos de población del municipio
- Bibiles
- Bonansa (capital del municipio)
- Buira
- Cirés
- Espolla
- Gabarret
- Torre de Buira

## Demografía
Bonansa cuenta con una población de 86 habitantes (INE 2024).
| Gráfica de evolución demográfica de Bonansa entre 1842 y 2021 |
| |
| Población de derecho según los censos de población del INE Población de hecho según los censos de población del INEEntre el censo de 1857 y el anterior, crece el término del municipio porque incorpora a Bibiles, Buira y Latorre, Ciris y Latorre de Cura |

## Economía
El término municipal cuenta con buenas tierras de labor y abundantes pastos que la actividad ganadera ha ido manteniendo durante siglos. Aunque son escasas las hectáreas de regadío y los barrancos y las fuentes no son especialmente caudalosos, las lluvias hacen que en el paisaje predomine el verde durante gran parte del año. Las zonas de arbolado son muy abundantes y constituyen una gran riqueza natural.
El turismo se ha convertido en los últimos años en un sector pujante de la economía local, debido su ubicación entre los valles de Arán, Boí, Benasque e Isábena.

## Administración y política
| Período   | Alcalde                        | Partido |  |
| --------- | ------------------------------ | ------- |  |
| 1979-1983 | José Moner Colell              | Ind.    |  |
| 1983-1987 | Marcelino Iglesias Ricou       | PSOE    |  |
| 1987-1991 | Marcelino Iglesias Ricou       | PSOE    |  |
| 1991-1995 | Marcelino Iglesias Ricou       | PSOE    |  |
| 1995-1999 | Marcelino Iglesias Ricou       | PSOE    |  |
| 1999-2003 | Alberto Fernando Moner Navarri | PSOE    |  |
| 2003-2007 | Alberto Fernando Moner Navarri | PSOE    |  |
| 2007-2011 | Alberto Fernando Moner Navarri | PSOE    |  |
| 2011-2015 | Marcelino Iglesias Cuartero    | PSOE    |  |
| 2015-2019 | Marcelino Iglesias Cuartero    | PSOE    |  |
| 2019-2023 | Marcelino Iglesias Cuartero    | PSOE    |  |

| Partido político    | Partido político                                   | 2003   | 2007   | 2011   | 2015   | 2019   |
| Partido político    | Partido político                                   | Ediles | Ediles | Ediles | Ediles | Ediles |
|                     | Partido de los Socialistas de Aragón (PSOE-Aragón) | 1      | 5      | 5      | 3      | 3      |
|                     | Partido Aragonés (PAR)                             | 0      | 0      | 0      | 0      | 0      |
|                     | Partido Popular de Aragón (PP)                     | 0      | —      | —      | 0      | —      |
| Total de concejales | Total de concejales                                | 1      | 5      | 5      | 3      | 3      |

## Lugares de interés

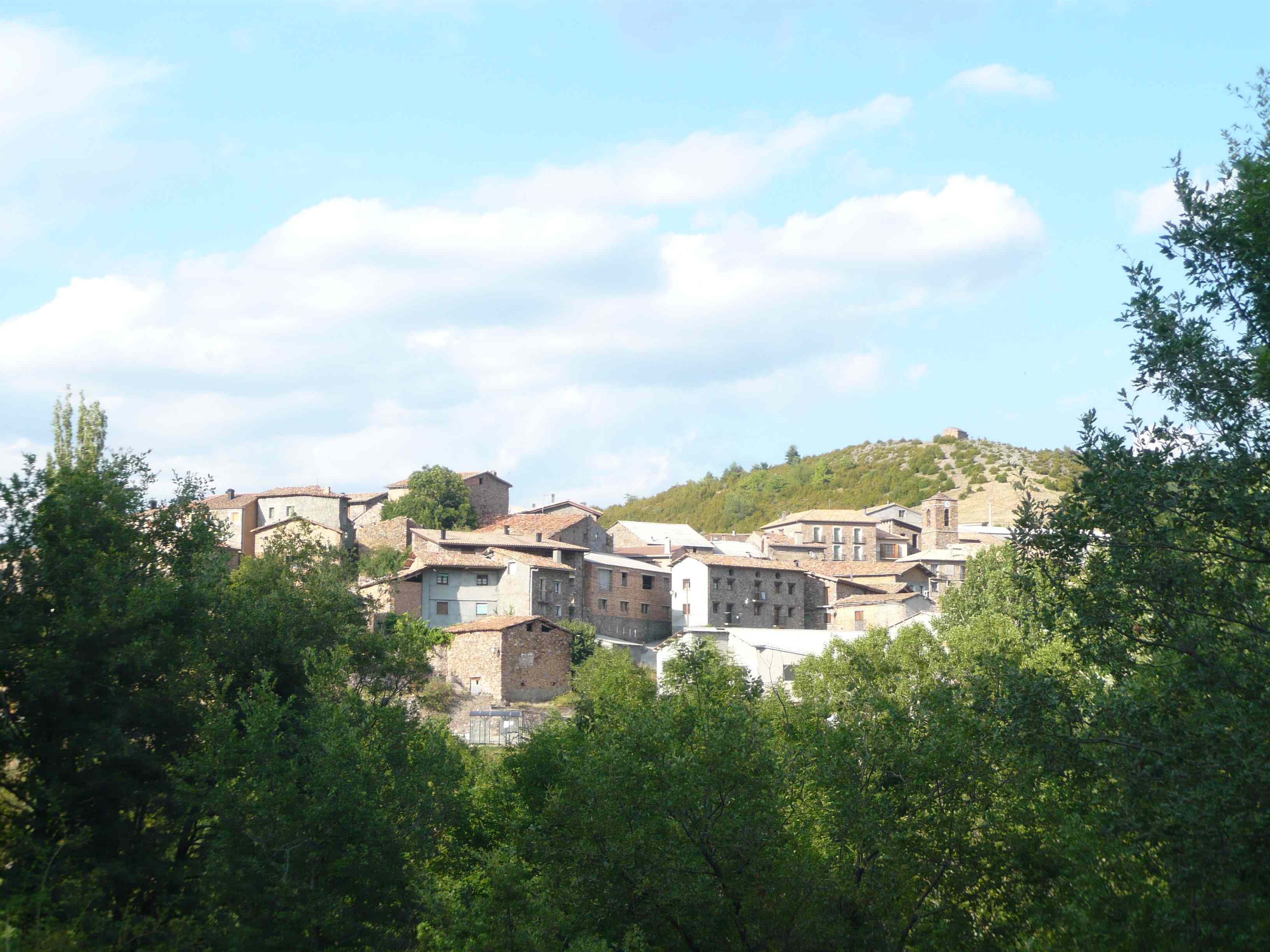
Bonansa

- Iglesia parroquial de Santa Coloma del siglo XVIII.[9]
- Ermita de San Roque del siglo XIII y reformada en el XIX.[9]
- Ermita de San Aventín del siglo XI.
- Casas señoriales como Casa Navarri, del siglo XVI, donde nació el político Joaquín Maurín.[10]

## Personas destacadas

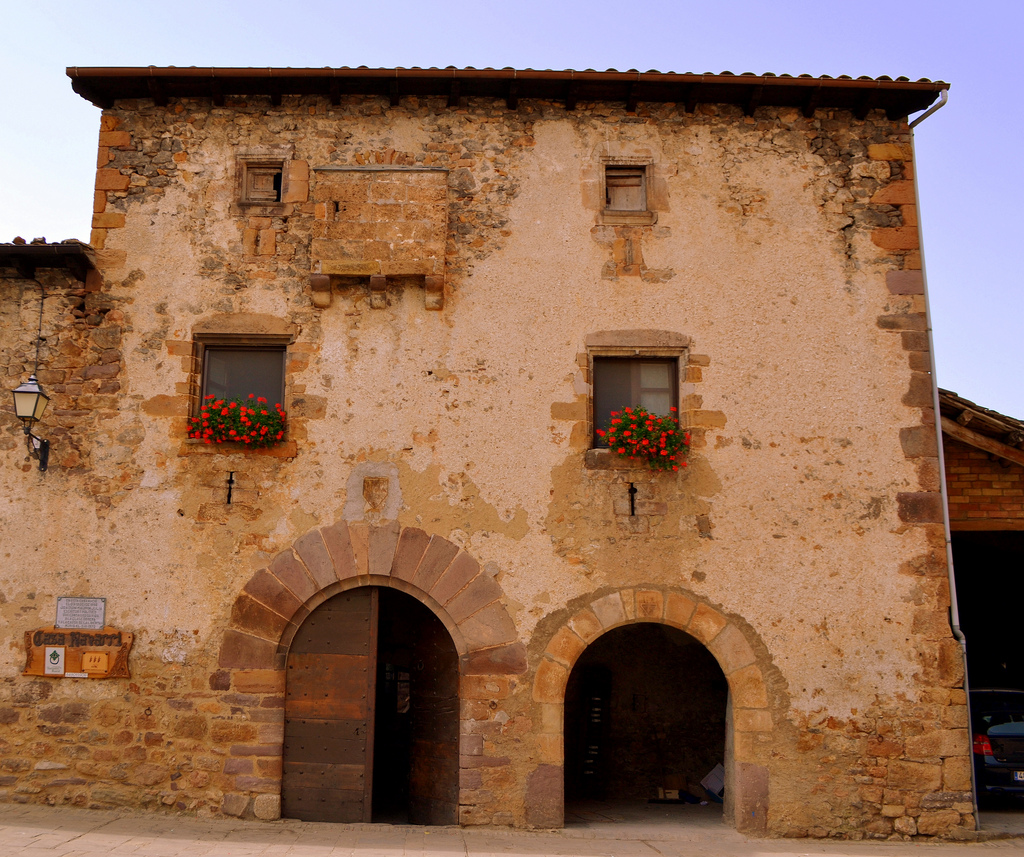
Casa Navarri, casa natal de Joaquín Maurín.

- Joaquín Maurín Juliá (1896-1973): político, dirigente del BOC y del POUM
- Manuel Iglesias Costa (1919-2001): historiador y sacerdote
- Marcelino Iglesias Ricou (1951): presidente de la Diputación General de Aragón entre 1999 y 2011, político del PSOE

## Fiestas locales
- 20 de enero, San Sebastián
- 24 de junio, Fallas. Declaradas Patrimonio Cultural Inmaterial de la Humanidad en 2015 junto con las Fallas del Pirineo
- 15 de agosto, fiestas mayores
- 16 de agosto, San Roque
- 21 de septiembre, feria de San Mateo
- 31 de diciembre, Santa Coloma